# Veyon

Veyon (Virtual Eye On Networks, anteriormente iTALC) es un software libre y de código abierto para control de ordenador y administración de aula que soporta Linux y Windows. Está principalmente destinado al sector educativo.
El programa ha sido desarrollado como alternativa libre a soluciones de administración de aula comerciales. Habilita a los profesores para ver y controlar salas de ordenadores e interaccionar con estudiantes. Veyon está disponible en muchos lenguajes diferentes y proporciona numerosas características que apoyan a profesores y administradores en su trabajo diario. Veyon puede ser utilizado de forma transparente en entornos heterogéneos. Esto significa que un ordenador de profesor que ejecute Linux fácilmente puede acceder los ordenadores de estudiantes que ejecuten Windows y viceversa.

## Historia
El proyecto del predecesor iTALC fue iniciado en 2004 e inicialmente estuvo sólo disponible para Linux. En 2006 y 2007 fue portado a Windows para el proyecto Sys-C de la ciudad alemana Chemnitz. El desarrollo posterior se ha acelerado, entre otros, debido a la integración en Univention Corporate Server @ school en 2010.
Como parte de la remodelación completa de iTALC en 2017, el software se lanzó con el nuevo nombre Veyon. Veyon se diferencia de su predecesor por una arquitectura modular, así como muchas características nuevas, como el control de acceso a través de listas de control del acceso, soporte de servidor LDAP y una nueva utilidad de línea de comandos.  Tanto los administradores como los usuarios pueden ahora consultar los nuevos y completos manuales de usuario y administración en muchos idiomas diferentes.

## Tecnología
Veyon usa una versión extendida del protocolo VNC  para comunicarse con computadoras remotas. Dado que Veyon se basa en conexiones TCP, las transmisiones también funcionan a través de los límites de la red local. Los algoritmos de compresión rápidos y eficientes incluso permiten conectar computadoras privadas de estudiantes en casa.Veyon Service debe instalarse en todas las computadoras de los estudiantes. Los estudiantes no pueden detener ni desinstalar el servicio si no tienen privilegios administrativos. La aplicación Veyon Master que se ejecuta en la computadora del profesor accede al servicio en las computadoras de los estudiantes. La autenticación se realiza mediante claves RSA o comprobando las credenciales del usuario. De esta manera, se garantiza que solo los profesores puedan acceder a las computadoras de los estudiantes.

## Características
Las características de Veyon incluyen las siguientes:
- Descripción general: supervisar todas las computadoras en una o varias ubicaciones o aulas
- Acceso remoto: ver o controlar computadoras para observar y ayudar a los usuarios
- Demostración: transmitir la pantalla del profesor en tiempo real (pantalla completa / ventana)
- Bloqueo de pantalla: llamar la atención sobre lo que importa en este momento
- Comunicación: enviar mensajes de texto a los estudiantes
- Inicio y fin de lecciones: iniciar sesión y cerrar la sesión de los usuarios a la vez
- Capturas de pantalla: registrar el progreso del aprendizaje y documentar las infracciones
- Programas y sitios web: iniciar programas y abrir URL de sitios web de forma remota
- Material didáctico: distribuir y abrir documentos, imágenes y vídeos fácilmente
- Administración: encender / apagar y reiniciar computadoras de forma remota (Wake on LAN)

## Compatibilidad
Veyon está basado en Qt y está escrito en C++. Está por tanto disponible para sistemas Windows y  Linux. El soporte para sistemas operativos y plataformas distintas está en proceso. El uso de Veyon en combinación con Edubuntu o Skolelinux (Debian Edu) permite a escuelas en todo el mundo la operación de una red escolar libre.